# Kevin Doyle (ator)
Kevin Doyle (10 de Abril de 1960) é um ator inglês, nascido em Scunthorpe, Lincolnshire. Ele é conhecido por ter interpretado vários papéis, incluindo DS John Wadsworth em "Happy Valley" e na série de televisão "The Lakes" (como o personagem John Parr), Coronation Street e "The Crimson Field". Doyle atuou como Joseph Molesley, como lacaio do Conde de Grantham na série de televisão Downton Abbey.

## Teatro
Kevin Doyle trabalha contantemente no teatro, incluindo 10 produções com a Royal Shakespeare Company.
| Título                               | Papel                    | Produção                                 |
| ------------------------------------ | ------------------------ | ---------------------------------------- |
| NSFW de Lucy Kirkwood                | Mr Bradshaw              | Royal Court Theatre                      |
| Spur of the Moment de Anya Reiss     | Nick Evans               | Royal Court Theatre                      |
| The White Guard por Mikhail Bulgakov | Colonel Vladimir Talberg | Royal National Theatre                   |
| For King and Country                 | Padre                    | Touring Partnership                      |
| The Mob                              | Stephen More             | Orange Tree                              |
| Henrique V                           | Ely                      | Royal Shakespeare Company                |
| Coriolanus                           | Nicanor                  | Royal Shakespeare Company                |
| A Midsummer Night's Dream            | Demetrius                | Royal Shakespeare Company                |
| Romeu e Julieta                      | Benvolio                 | Royal Shakespeare Company                |
| Hamlet                               | Hamlet                   | Haworth Shakespeare Festival, New Jersey |
| Hay Fever                            | Simon Bliss              | Cambridge Theatre Company                |
| Richard III                          | Grey                     | Royal Shakespeare Company                |
| Mutabililitie por Frank McGuinness   | Commandant               | Royal National Theatre                   |

## Filmografia

### Filmes
| Ano  | Título                    | Papel      |
| ---- | ------------------------- | ---------- |
| 1996 | A Midsummer Night's Dream | Demetrius  |
| 2004 | The Libertine             | Constable  |
| 2008 | Good                      | Comandante |

### Televisão
| Ano       | Título                        | Papel                              | Produção  |
| --------- | ----------------------------- | ---------------------------------- | --------- |
| 1985      | Blott on the Landscape        | -                                  | BBC       |
| 1986      | Auf Wiedersehen, Pet          | Detective Sergeant Laurence        | ITV       |
| 1997      | The Lakes                     | John Parr/Fisher                   | BBC       |
| 1999      | Holby City                    | Simon Harwood                      | BBC       |
| 1999      | Badger                        | Detective Inspector David Armitage | BBC       |
| 2000      | North Square                  | Judge Michael Arbuthnot            | Channel 4 |
| 2000      | At Home with the Braithwaites | Mike Hartnoll                      | ITV       |
| 2003      | Murphy's Law                  | Richard Mooney                     | BBC       |
| 2004      | Blackpool                     | Steve                              | BBC       |
| 2004      | Midsomer Murders              | Ferdy Villiers                     | ITV       |
| 2004      | Casualty                      | Barry Ricks                        | BBC       |
| 2005      | The Rotters' Club             | Colin Trotter                      | BBC       |
| 2005      | Afterlife                     | Roy Tufnell                        | ITV       |
| 2005      | The Last Detective            | Alan Kingwell                      | ITV       |
| 2006      | Drop Dead Gorgeous            | Howard Crane                       | BBC       |
| 2006      | Casualty                      | Dennis Tooms                       | BBC       |
| 2006      | The Bill                      | David Coles                        | ITV       |
| 2008      | HolbyBlue                     | Sean Burrows                       | BBC       |
| 2008      | Inspector George Gently       | Robert Stratton                    | BBC       |
| 2008      | Silent Witness                | Chistopher Andrews                 | BBC       |
| 2009      | Casualty                      | Alan Callerton                     | BBC       |
| 2009      | Paradox                       | Alan Kingwell                      | BBC       |
| 2009      | The Tudors                    | John Constable                     | CBC/TV3   |
| 2010      | Survivors                     | Mr. Stevens                        | BBC       |
| 2010-2015 | Downton Abbey                 | Joseph Molesley                    | ITV       |
| 2011      | Midsomer Murders              | Paddy Powell                       | ITV       |
| 2011-2012 | Scott & Bailey                | Geoff Hastings                     | -         |
| 2012      | New Tricks                    | David Kemp                         | BBC       |
| 2014      | The Crimson Field             | Roland Brett                       | BBC       |
| 2015      | A.D. The Bible Continues      | Joseph of Arimathea                | NBC       |
| 2016      | Happy Valley                  | DS John Wadsworth                  | BBC       |
| 2016      | Reg                           | Returning officer                  | BBC       |